# Яранский Благовещенский монастырь
Яра́нский Благовещенский монасты́рь — женский монастырь Яранской епархии Русской православной церкви, расположенный в городе Яранске Кировской области, Россия. Единственный действующий монастырь в городе. Обитель располагается на т. н. Красной горке по соседству с Городским садом.

## История
Монастырь является правопреемником и занимает часть территории упразднённого при сокращении штатов в 1764 году мужского Вознесенского монастыря, впервые упоминаемого в 1652. После упразднения среди построек Вознесенского монастыря остались каменная Благовещенская церковь, ставшая приходской, и деревянная Вознесенская церковь, ставшая кладбищенской. Некоторое время действовало монастырское кладбище, ставшее при закрытии обители городским («старое» Яранское Благовещенское кладбище). В 1781 году бывшая монастырская деревянная Вознесенская церковь была разобрана, а кладбище при ней закрыто. На территории бывшего монастыря осталась только каменная Благовещенская церковь, ставшая мемориальной при закрытом кладбище.
В советское время церковь стояла заброшенной, с голыми стенами, покрытыми граффити. Она входила в комплекс построек Городского сада.
В 2000 году Памятник Республиканского значения Благовещенская церковь по ходатайству прихода Успенского собора была передана в бессрочное и безвозмездное пользование и стала приписным храмом.
12 февраля 2004 года Благовещенская церковь города Яранска освящена, в ней начались богослужения.
Новой вехой в жизни Благовещенского храма стало решение Яранской епархии открыть при нём, как в далёкие времена, монастырь. На этот раз, женский.
17 декабря 2014 года состоялась церемония представления пяти насельниц монастыря, именуемого Благовещенским женским.

## Известные настоятельницы (годы упоминания)
- Феодора (Нижник), игуменья (с 2014)